# Seznam sedisvakantistických papežů
Od 20. století bylo a stále je několik vzdoropapežů, které uznávají pouze některé sedisvakantistické skupiny:
- Michel Colin (Klement XV.) 1950–1968 Kanada
- (Jean) Gaston Tremblay (Řehoř XVII.) následoval po Klementu XV. v roce 1968 v Kanadě.
- Gino Frediani (Emmanuel I.) 1973–1984 Itálie
- Clemente Domínguez y Gómez (Řehoř XVII.) 1978 Španělsko
- Francis Konrad Schuckardt (Hadrián VII.) 1984 Washington, D.C., USA
- Francis Valeriani Vestini (Valerián I.) 1990 v Chieti, Itálie
- David Allen Bawden (Michael) 1990 v Kansas, USA
- Timothy Blasio Ahitler (Jan XXIV.) 1991–1998 Afrika
- Victor Von Pentz (Linus II.) 1994 Velká Británie
- Chester Olszewski (Petr II.), 1977–1980 Pennsylvania, USA
- Maurice Achieri de Le Perreux (Petr II.), 1995 Francie
- William Kamm (Petr II.), 1995 Austrálie
- Manuel Alfonso Corral (Petr II.), Španělsko
- Aimé Baudet (Petr II.), Belgie
- Pierre Henri Bubois (Petr II.), Belgie
- Julius Tischler (Petr II.), Německo
- Lucian Pulvermacher (Pius XIII.) 1998–2009 Montana, USA
- Reinaldus Michael Benjamins (Řehoř XIX.) 2001 New York, USA
- Roberto Carnevale (Jan XX.) 2005 Itálie
- Josef (Josef I.) 2005 Švýcarsko
- Oskar Michaelli (Lev XIV.) 2006–2007 Francie
- Juan Bautista (Inocenc XIV.) 2007 Argentina
- Alexandr Tomáš Greico (Alexandr IX.) 2007 Argentina
- Esteban Pablo Falcionelli (Pius Štěpán) 2009–2010 Argentina